# Zliv
Zliv (deutsch Sliw) ist eine Stadt in der Südböhmischen Region in Tschechien.

## Geographie

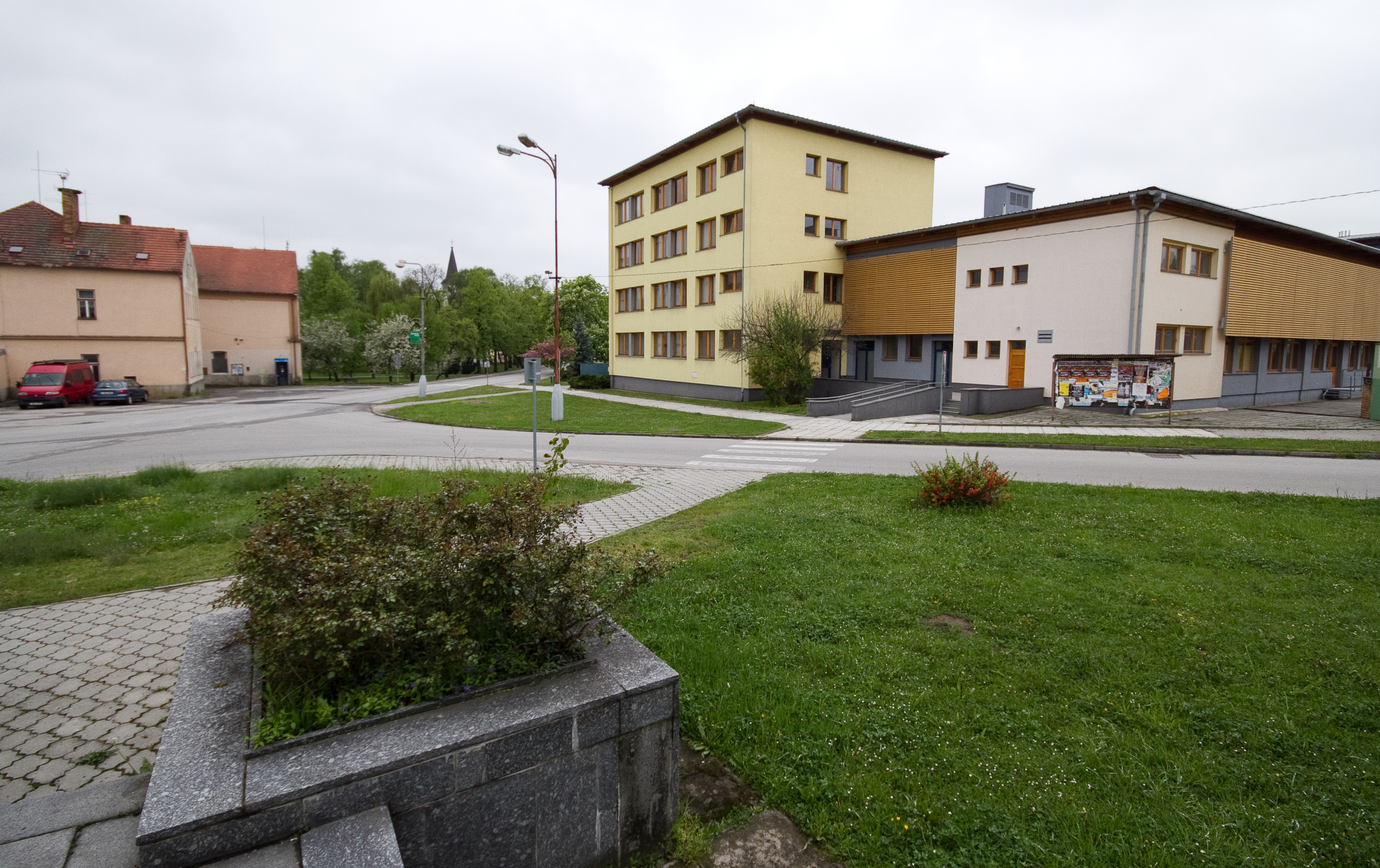
Gemeindeamt

Sie liegt zehn Kilometer nordwestlich von Budweis und vier Kilometer westlich von Hluboká nad Vltavou, zwischen dem vom Soudský potok gespeisten Bezdrev-Teich (drittgrößter Teich der Tschechischen Republik), dem Zlivský-Teich und dem Mydlovarský-Teich. Die 3706 Einwohner bewohnen 665 Häuser auf einer Fläche von 1421 Hektar. Durch die Stadt führt die bedeutende Eisenbahnstrecke 190 der Tschechischen Bahn von Budweis nach Pilsen.

## Gemeindegliederung
Für die Stadt Zliv sind keine Ortsteile ausgewiesen. Zu Zliv gehören die Wohnplätze U Překážky (Prekaschka) und U Vomáčků (Womacka). Grundsiedlungseinheiten sind Bezdrev, Mydlák, Na hobiznách, Pod Bojskem, Průmyslový obvod, Za nádražím und Zliv-střed.